# Fulica gigantea
Fulica gigantea е вид птица от семейство Дърдавцови (Rallidae).

## Разпространение
Видът е разпространен в Аржентина, Боливия, Перу и Чили.